# سانتک پاور
سانتک پاور (انگلیسی: Suntech Power) شرکت برق چینی است، که در سال ۲۰۰۱ تأسیس شد.